# Condom

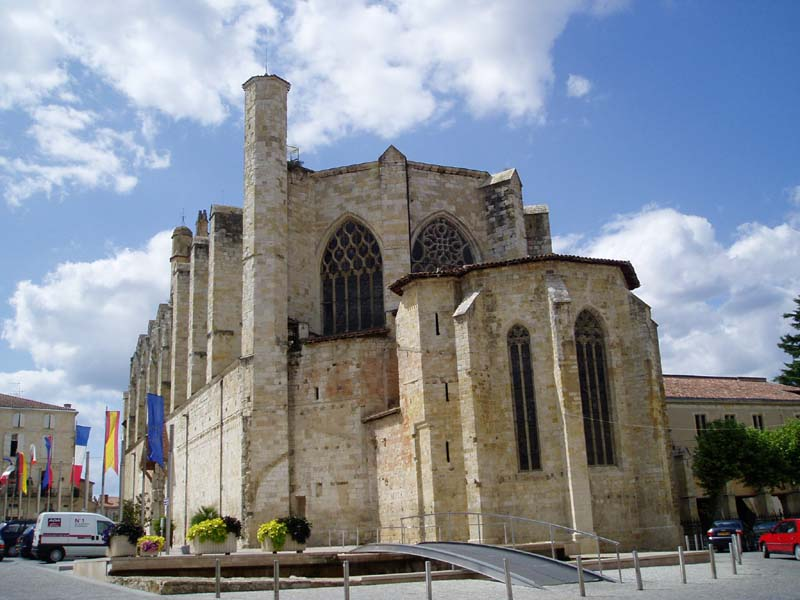
Katedra Św. Piotra

Condomⓘ – miejscowość i gmina we Francji, w regionie Oksytania, w departamencie Gers.
Według danych na rok 1990 gminę zamieszkiwało 7717 osób, a gęstość zaludnienia wynosiła 79 osób/km² (wśród 3020 gmin regionu Midi-Pireneje Condom plasuje się na 39. miejscu pod względem liczby ludności, natomiast pod względem powierzchni na miejscu 18.).

## Współpraca
- Grünberg, Niemcy
- Toro, Hiszpania
- Mrągowo, Polska